# Репотинский сельсовет
Репотинский сельсовет — упразднённая административно-территориальная единица, существовавшая на территории Московской губернии и Московской области до 1954 года.
Репотинский сельсовет возник в первые годы советской власти. По данным 1922 года он находился в составе Канаевской волости Волоколамского уезда Московской губернии.
24 марта 1924 года Канаевская волость была упразднена и Репотинский с/с был передан в Серединскую волость. При этом он был переименован в Репотино-Горский сельсовет. В 1926 году сельсовет был переименован обратно в Репотинский.
В 1929 году Репотинский с/с был объединён с Канаевским с/с в Канаево-Репотинский сельсовет.
По данным 1926 года в состав сельсовета входили 3 населённых пункта — Репотино-Зацеп, Пески и Репотина Гора.
В 1929 году Канаево-Репотинский с/с был отнесён к Шаховскому району Московского округа Московской области и переименован в Репотинский с/с.
17 июля 1939 года к Репотинскому с/с был присоединён Высоковский с/с (селения Высокое, Агрызково и Бобровка).
4 января 1952 года из Репотинского с/с в Серединский было передано селение Агрызково.
14 июня 1954 года Репотинский с/с был упразднён, а его территория в полном составе передана в Холмецкий с/с.